# 约翰娜·叔本华
约翰娜·叔本华（Johanna Schopenhauer，1766年7月9日—1838年4月17日），德国作家，哲学家亞瑟‧叔本華之母。

## 传记
约翰娜·叔本华（婚前姓Trosiener）生于但泽。她成为一名作家并描写她在本城的生活。在1793年她的城市被普鲁士吞并後，她和她的丈夫搬到了汉堡。在1807年她的丈夫死后，她又搬到了魏玛。

## 文学

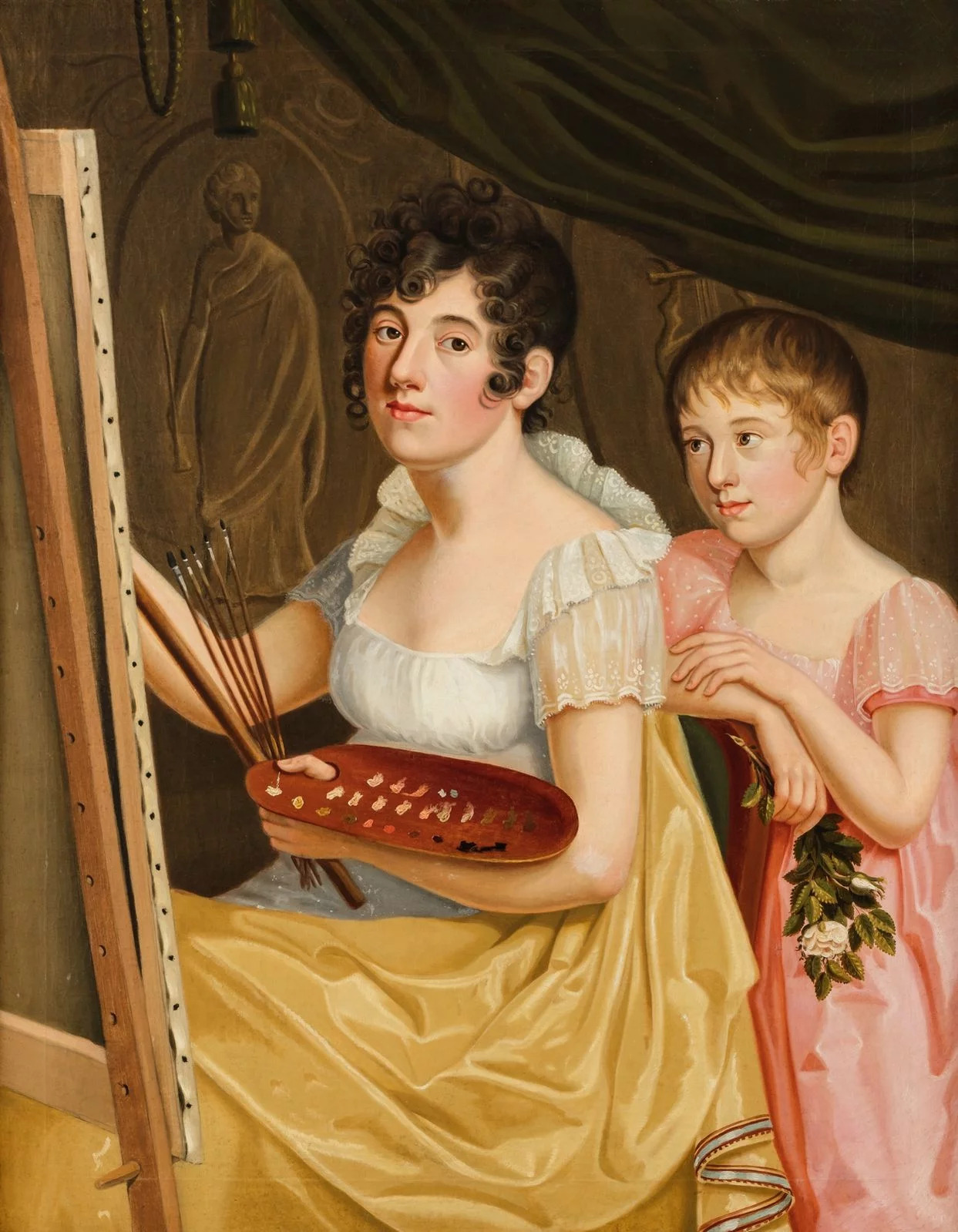
约翰娜及其女兒愛黛兒‧叔本华

- Frost, Laura: Johanna Schopenhauer; ein Frauenleben aus der klassischen Zeit, Berlin 1905.